# Districte electoral de Manresa
El districte de Manresa fou una circumscripció electoral del Congrés dels Diputats utilitzada en les eleccions generals espanyoles entre 1871 i 1923. Es tractava d'un districte uninominal, ja que només era representat per un sol diputat.

## Àmbit geogràfic
L'any 1871, el districte comprenia tota la part occidental del partit judicial de Manresa, ja que la part oriental formava part del districte de Castellterçol. La delimitació fou vigent fins al 1923.

## Diputats electes
| Elecció | Elecció        | Diputat                         | Partit/Ideologia                    |
| ------- | -------------- | ------------------------------- | ----------------------------------- |
|         | 1871           | Joaquim Escuder                 | Sense dades                         |
|         | Abril 1872     | Eduard Reig i Carreras          | Liberal                             |
|         | Agost 1872     | Joaquim Escuder                 | Sense dades                         |
|         | 1873           | Narcís Monturiol i Estarriol    | Partit Republicà Democràtic Federal |
|         | 1876           | Eduard Reig i Carreras          | Liberal                             |
|         | 1881           | Josep Mas i Martínez            | Conservador                         |
|         | 1884           | Ramon de Rocafort i Casamitjana | Conservador                         |
|         | 1886           | Francisco Toda y Tortosa        | Liberal                             |
|         | 1889 (parcial) | Pere Cort i Gisbert             | Liberal                             |
|         | 1891           | Josep Maria Cornet i Mas        | Conservador                         |
|         | 1893           | Emili Junoy i Gelabert          | Republicà                           |
|         | 1896           | Domènec Sert i Badia            | Conservador                         |
|         | 1898           | Josep Collaso i Gil             | Liberal                             |
|         | 1899           | Leonci Soler i March            | Regionalista independent            |
|         | 1910           | Lluís Vila i Miralles           | Conservador                         |
|         | 1916           | Josep Claret i Assols           | Lliga Regionalista                  |
|         | 1919           | Antoni Arderiu i Pascual        | Lliga Regionalista                  |
|         | 1920           | Josep Creixell i Iglesias       | Lliga Regionalista                  |

## Resultats electorals

### Dècada de 1920
| Eleccions generals del 29/04/1923 |                    |                           |        |      |
| Partit/Ideologia                  | Partit/Ideologia   | Candidat                  | Vots   | %    |
|                                   | Lliga Regionalista | Josep Creixell i Iglesias | 8.373  | 96,2 |
|                                   | Altres             | Altres                    | 333    | 3,8  |
| Total                             | Total              | Total                     | 8.706  | 100  |
| Cens/participació                 | Cens/participació  | Cens/participació         | 16.313 | 53,4 |

| Eleccions generals del 19/12/1920 |                          |                           |        |      |
| Partit/Ideologia                  | Partit/Ideologia         | Candidat                  | Vots   | %    |
|                                   | Lliga Regionalista       | Josep Creixell i Iglesias | 5.288  | 63,1 |
|                                   | Unió Monàrquica Nacional | Ramon Sostres i Llobet    | 2.968  | 35,4 |
|                                   | Republicà autonomista    | Jesús Pinilla i Fornell   | 0      | 0,0  |
|                                   | Altres                   | Altres                    | 125    | 1,5  |
| Total                             | Total                    | Total                     | 8.381  | 100  |
| Cens/participació                 | Cens/participació        | Cens/participació         | 15.558 | 53,9 |

### Dècada de 1910
| Eleccions generals del 01/06/1919 |                      |                          |        |      |
| Partit/Ideologia                  | Partit/Ideologia     | Candidat                 | Vots   | %    |
|                                   | Lliga Regionalista   | Antoni Arderiu i Pascual | 5.118  | 53,3 |
|                                   | Coalició republicana | Jesús Pinilla i Fornell  | 4.392  | 45,7 |
|                                   | Altres               | Altres                   | 94     | 1,0  |
| Total                             | Total                | Total                    | 9.604  | 100  |
| Cens/participació                 | Cens/participació    | Cens/participació        | 14.819 | 64,8 |

| Eleccions generals del 24/02/1918 |                      |                         |        |      |
| Partit/Ideologia                  | Partit/Ideologia     | Candidat                | Vots   | %    |
|                                   | Lliga Regionalista   | Josep Claret i Assols   | 5.899  | 57,8 |
|                                   | Coalició d'esquerres | Jesús Pinilla i Fornell | 4.217  | 41,4 |
|                                   | Altres               | Altres                  | 17     | 0,2  |
| Vots en blanc                     | Vots en blanc        | Vots en blanc           | 64     | 0,6  |
| Vots nuls                         | Vots nuls            | Vots nuls               | 1      | 0,0  |
| Total                             | Total                | Total                   | 10.198 | 100  |
| Cens/participació                 | Cens/participació    | Cens/participació       | 15.334 | 66,5 |

| Eleccions generals del 09/04/1916 |                     |                       |        |      |
| Partit/Ideologia                  | Partit/Ideologia    | Candidat              | Vots   | %    |
|                                   | Lliga Regionalista  | Josep Claret i Assols | 5.794  | 58,3 |
|                                   | Conservador datista | Lluís Vila i Miralles | 4.020  | 40,5 |
|                                   | Altres              | Altres                | 123    | 1,2  |
| Total                             | Total               | Total                 | 9.937  | 100  |
| Cens/participació                 | Cens/participació   | Cens/participació     | 14.759 | 67,3 |

| Eleccions generals del 08/03/1914 |                             |                         |        |      |
| Partit/Ideologia                  | Partit/Ideologia            | Candidat                | Vots   | %    |
|                                   | Conservador                 | Lluís Vila i Miralles   | 3.923  | 40,3 |
|                                   | Lliga Regionalista          | Leonci Soler i March    | 3.731  | 38,3 |
|                                   | Coalició republicana (UFNR) | Andreu Abadal Soldevila | 2.021  | 20,7 |
|                                   | Altres                      | Altres                  | 67     | 0,7  |
| Total                             | Total                       | Total                   | 9.742  | 100  |
| Cens/participació                 | Cens/participació           | Cens/participació       | 14.041 | 69,4 |

| Eleccions generals del 08/05/1910 |                    |                       |        |      |
| Partit/Ideologia                  | Partit/Ideologia   | Candidat              | Vots   | %    |
|                                   | Conservador        | Lluís Vilà i Miralles | 4.556  | 46,2 |
|                                   | Lliga Regionalista | Leonci Soler i March  | 4.156  | 42,2 |
|                                   | Altres             | Altres                | 1.143  | 11,6 |
| Total                             | Total              | Total                 | 9.855  | 100  |
| Cens/participació                 | Cens/participació  | Cens/participació     | 14.667 | 67,2 |

### Dècada de 1900
| Eleccions generals del 21/04/1907 |                               |                      |        |      |
| Partit/Ideologia                  | Partit/Ideologia              | Candidat             | Vots   | %    |
|                                   | Lliga Regionalista (solidari) | Leonci Soler i March | 5.880  | 85,9 |
|                                   | Conservador anti-solidari     | Ferran Puig i Mauri  | 889    | 13,0 |
|                                   | Altres                        | Altres               | 75     | 1,1  |
| Total                             | Total                         | Total                | 6.844  | 100  |
| Cens/participació                 | Cens/participació             | Cens/participació    | 13.031 | 52,5 |

| Eleccions generals del 10/11/1905 |                    |                          |        |      |
| Partit/Ideologia                  | Partit/Ideologia   | Candidat                 | Vots   | %    |
|                                   | Lliga Regionalista | Leonci Soler i March     | 3.784  | 52,1 |
|                                   | Liberal            | Francisco Toda y Tortosa | 3.413  | 47,0 |
|                                   | Liberal            | Antonio Escuder          | 0      | 0,0  |
|                                   | Altres             | Altres                   | 70     | 1,0  |
| Total                             | Total              | Total                    | 7.267  | 100  |
| Cens/participació                 | Cens/participació  | Cens/participació        | 12.822 | 56,7 |

| Elecció parcial del 26/05/1903 |                                     |                            |        |      |
| Partit/Ideologia               | Partit/Ideologia                    | Candidat                   | Vots   | %    |
|                                | Lliga Regionalista                  | Leonci Soler i March       | 3.121  | 44,5 |
|                                | Conservador                         | Lluís Vilà i Miralles      | 1.934  | 27,5 |
|                                | Partit Republicà Democràtic Federal | Eusebi Corominas i Cornell | 1.630  | 23,2 |
|                                | Altres                              | Altres                     | 335    | 4,8  |
| Total                          | Total                               | Total                      | 7.020  | 100  |
| Cens/participació              | Cens/participació                   | Cens/participació          | 11.226 | 62,5 |

| Eleccions generals del 19/05/1901 |                    |                            |        |      |
| Partit/Ideologia                  | Partit/Ideologia   | Candidat                   | Vots   | %    |
|                                   | Lliga Regionalista | Leonci Soler i March       | 2.679  | 43,4 |
|                                   | Republicà          | Emili Junoy i Gelabert     | 0      | 0,0  |
|                                   | Liberal            | Carles Muntadas i Muntadas | 0      | 0,0  |
|                                   | Altres             | Altres                     | 3.498  | 56,6 |
| Total                             | Total              | Total                      | 6.177  | 100  |
| Cens/participació                 | Cens/participació  | Cens/participació          | 10.739 | 57,5 |

### Dècada de 1890
| Eleccions generals del 16/04/1899 |                          |                      |        |       |
| Partit/Ideologia                  | Partit/Ideologia         | Candidat             | Vots   | %     |
|                                   | Regionalista independent | Leonci Soler i March | 6.891  | 100,0 |
| Total                             | Total                    | Total                | 6.891  | 100   |
| Cens/participació                 | Cens/participació        | Cens/participació    | 11.495 | 59,9  |

| Eleccions generals del 27/03/1898 |                   |                     |        |      |
| Partit/Ideologia                  | Partit/Ideologia  | Candidat            | Vots   | %    |
|                                   | Liberal           | Josep Collaso i Gil | 6.445  | 99,7 |
|                                   | Altres            | Altres              | 19     | 0,3  |
| Total                             | Total             | Total               | 6.464  | 100  |
| Cens/participació                 | Cens/participació | Cens/participació   | 11.521 | 56,1 |

| Eleccions generals del 12/04/1896 |                  |                      |       |      |
| Partit/Ideologia                  | Partit/Ideologia | Candidat             | Vots  | %    |
|                                   | Conservador      | Domènec Sert i Badia | 4.821 | 92,8 |
|                                   | Altres           | Altres               | 374   | 7,2  |
| Total                             | Total            | Total                | 5.195 | 100  |

| Eleccions generals del 05/03/1893 |                  |                        |       |      |
| Partit/Ideologia                  | Partit/Ideologia | Candidat               | Vots  | %    |
|                                   | Republicà        | Emili Junoy i Gelabert | 3.779 | 59,0 |
|                                   | Altres           | Altres                 | 2.623 | 41,0 |
| Total                             | Total            | Total                  | 6.402 | 100  |

| Eleccions generals del 01/02/1891 |                  |                          |       |
| Partit/Ideologia                  | Partit/Ideologia | Candidat                 | Vots  |
|                                   | Conservador      | Josep Maria Cornet i Mas | 3.032 |

### Dècada de 1880
| Elecció parcial del 25/08/1889 |                  |                     |       |       |
| Partit/Ideologia               | Partit/Ideologia | Candidat            | Vots  | %     |
|                                | Liberal          | Pere Cort i Gisbert | 1.342 | 100,0 |
| Total                          | Total            | Total               | 1.342 | 100   |

| Elecció parcial del 15/05/1887 |                  |                          |       |      |
| Partit/Ideologia               | Partit/Ideologia | Candidat                 | Vots  | %    |
|                                | Liberal          | Francisco Toda y Tortosa | 757   | 67,4 |
|                                | Altres           | Altres                   | 366   | 32,6 |
| Total                          | Total            | Total                    | 1.123 | 100  |

| Eleccions generals del 04/04/1886 |                  |                          |       |      |
| Partit/Ideologia                  | Partit/Ideologia | Candidat                 | Vots  | %    |
|                                   | Liberal          | Francisco Toda y Tortosa | 1.029 | 85,8 |
|                                   | Altres           | Altres                   | 170   | 14,2 |
| Total                             | Total            | Total                    | 1.199 | 100  |

| Eleccions generals del 27/04/1884 |                  |                                 |       |      |
| Partit/Ideologia                  | Partit/Ideologia | Candidat                        | Vots  | %    |
|                                   | Conservador      | Ramon de Rocafort i Casamitjana | 1.269 | 37,4 |
|                                   | Altres           | Altres                          | 2.123 | 62,6 |
| Total                             | Total            | Total                           | 3.392 | 100  |

| Eleccions generals del 20/08/1881 |                  |                      |       |      |
| Partit/Ideologia                  | Partit/Ideologia | Candidat             | Vots  | %    |
|                                   | Conservador      | Josep Mas i Martínez | 1.246 | 98,0 |
|                                   | Altres           | Altres               | 26    | 2,0  |
| Total                             | Total            | Total                | 1.272 | 100  |

### Dècada de 1870
| Eleccions generals del 20/04/1879 |                  |                        |       |      |
| Partit/Ideologia                  | Partit/Ideologia | Candidat               | Vots  | %    |
|                                   | Liberal          | Eduard Reig i Carreras | 1.276 | 84,2 |
|                                   | Altres           | Altres                 | 239   | 15,8 |
| Total                             | Total            | Total                  | 1.515 | 100  |

| Eleccions generals del 20/01/1876 |                  |                        |       |      |
| Partit/Ideologia                  | Partit/Ideologia | Candidat               | Vots  | %    |
|                                   | Liberal          | Eduard Reig i Carreras | 6.100 | 82,5 |
|                                   | Altres           | Altres                 | 1.298 | 17,5 |
| Total                             | Total            | Total                  | 7.398 | 100  |

| Eleccions generals del 10/05/1873 |                                     |                              |       |       |
| Partit/Ideologia                  | Partit/Ideologia                    | Candidat                     | Vots  | %     |
|                                   | Partit Republicà Democràtic Federal | Narcís Monturiol i Estarriol | 3.856 | 100,0 |
| Total                             | Total                               | Total                        | 3.856 | 100   |

| Eleccions generals del 24/08/1872 |                  |                 |       |      |
| Partit/Ideologia                  | Partit/Ideologia | Candidat        | Vots  | %    |
|                                   | Sense dades      | Joaquim Escuder | 2.704 | 97,9 |
|                                   | Altres           | Altres          | 59    | 2,1  |
| Total                             | Total            | Total           | 2.763 | 100  |

| Eleccions generals del 03/04/1872 |                  |                        |       |      |
| Partit/Ideologia                  | Partit/Ideologia | Candidat               | Vots  | %    |
|                                   | Liberal          | Eduard Reig i Carreras | 3.249 | 50,5 |
|                                   | Altres           | Altres                 | 3.182 | 49,5 |
| Total                             | Total            | Total                  | 6.431 | 100  |

| Eleccions generals del 08/03/1871 |                   |                   |        |      |
| Partit/Ideologia                  | Partit/Ideologia  | Candidat          | Vots   | %    |
|                                   | Sense dades       | Joaquim Escuder   | 3.594  | 50,1 |
|                                   | Altres            | Altres            | 3.580  | 49,9 |
| Total                             | Total             | Total             | 7.174  | 100  |
| Cens/participació                 | Cens/participació | Cens/participació | 10.882 | 65,9 |